# اس‌تی‌اس-۷۱
اس‌تی‌اس-۷۱ (انگلیسی: STS-71) یکی از ماموریت‌های برنامه شاتل‌های فضایی بود که در تاریخ ۲۷ ژوئن ۱۹۹۵ از پایگاه فضایی کندی به مقصد ایستگاه فضایی میر پرتاب شد. این ماموریت توسط شاتل آتلانتیس انجام گرفت و بخشی از برنامه شاتل–میر بود که به صورت مشترک توسط روسیه و آمریکا انجام گرفت.